# Nice to Meet Ya
"Nice to Meet Ya" é uma canção do cantor irlandês Niall Horan, gravada para seu segundo álbum de estúdio Heartbreak Weather (2020). Foi lançada como primeiro single do álbum em 4 de outubro de 2019 através da gravadora Capitol Records. Horan co-escreveu a canção com Ruth-Anne Cunningham em um dia.

## Antecedentes
Em junho de 2019, Horan disse aos fãs que ouviriam novas músicas dele até o final do ano. No começo de setembro, ele postou on-line que estava "ouvindo músicas do meu novo álbum e estou muito empolgado por continuar". A co-roteirista Ruth-Anne Cunningham, com quem Horan trabalhou na música "Slow Hands", disse que a faixa dá a ela " vibrações do rock dos anos 2000, Kasabian/Arctic Monkeys".
Horan anunciou a música nas redes sociais em 26 de setembro de 2019, publicando sua capa e escrevendo "Depois de quase dois anos desde o Flicker, estou pronto para começar de novo". inicialmente twittou o link para seu site no dia anterior, que foi bloqueado logo depois.

## Apresentações ao vivo
Em 3 de novembro de 2019, Horan cantou a música pela primeira vez no MTV Europe Music Awards de 2019. Em 15 de dezembro de 2019, Horan cantou a música no Saturday Night Live. Em 9 de março de 2020, Horan cantou a música no The Late Late Show with James Corden.

## Vídeo musical
O videoclipe de "Nice to Meet Ya" estreou em 3 de outubro de 2019. Foi dirigido por The Young Astronauts e filmado em Londres. Nele, você vê diferentes faixas Niall dando seus seguidores, sobre as seguintes músicas que contêm o seu próximo álbum de estúdio. No final do vídeo, um número de telefone foi deixado com a mensagem "Neste vídeo, quatro nomes de músicas do álbum estão ocultos".

## Desempenho nas tabelas musicas
| Tabela musical (2019–2020)                    | Melhor posição |
| --------------------------------------------- | -------------- |
| Austrália (ARIA)                              | 60             |
| Bélgica (Ultratop 50 de Flandres)             | 30             |
| Bélgica (Ultratip da Valônia)                 | 3              |
| Canadá (Canadian Hot 100)                     | 55             |
| Croácia (HRT)                                 | 99             |
| República Tcheca (Rádio Top 100)              | 5              |
| Irlanda (IRMA)                                | 7              |
| República Tcheca (Singles Digitál Top 100)    | 48             |
| Lituânia (AGATA)                              | 25             |
| Países Baixos (Dutch Top 40)                  | 25             |
| Países Baixos (Mega Single Top 100)           | 34             |
| Nova Zelândia (RMNZ)                          | 7              |
| Roménia (Airplay 100)                         | 28             |
| Escócia (Official Charts Company)             | 9              |
| Eslovênia (Rádio Top 100)                     | 75             |
| Eslovênia (Singles Digitál Top 100)           | 40             |
| Suécia (Sverigetopplistan)                    | 20             |
| Suíça (Schweizer Hitparade)                   | 95             |
| Reino Unido (UK Singles Chart)                | 22             |
| Estados Unidos (Billboard Hot 100)            | 63             |
| Estados Unidos (Billboard Adult Contemporary) | 26             |
| Estados Unidos (Billboard Adult Pop Songs)    | 14             |
| Estados Unidos (Billboard Pop Songs)          | 19             |

## Certificações
| Região | Certificação | Vendas   |
| --- | ------------ | -------- |
| Canadá (Music Canada) | Platina      | 80,000‡  |
| Austrália (ARIA) | Ouro         | 35,000‡  |
| Reino Unido (BPI) | Prata        | 200,000‡ |
| *vendas baseadas apenas na certificação ^distribuições baseadas apenas na certificação ‡números de vendas+streaming baseados apenas na certificação |              |          |

## Históricos de lançamentos
| Região         | Data                   | Formato                    | Versão          | Gravadora   | Ref.   |
| -------------- | ---------------------- | -------------------------- | --------------- | ----------- | ------ |
| Várias         | 4 de outubro de 2019   | Download digital streaming | Original        | Capitol     | [ 31 ] |
| Austrália      | 4 de outubro de 2019   | Rádios mainstream          | Original        | Capitol EMI | [ 32 ] |
| Estados Unidos | 8 de outubro de 2019   | Rádios mainstream          | Original        | Capitol     | [ 33 ] |
| Itália         | 11 de outubro de 2019  | Rádios mainstream          | Original        | Universal   | [ 34 ] |
| Estados Unidos | 14 de outubro de 2019  | Rádios hot AC              | Original        | Capitol     | [ 35 ] |
| Vários         | 25 de outubro de 2019  | Download digital streaming | Versão stripped | Capitol     | [ 36 ] |
| Vários         | 7 de novembro de 2019  | Download digital streaming | Remix de Diplo  | Capitol     | [ 37 ] |
| Itália         | 15 de novembro de 2019 | Rádios mainstream          | Remix de Diplo  | Universal   | [ 38 ] |